# Morgendagens Heltinder
Morgendagens Heltinder er et netværk for iværksætterkvinder i Danmark. Morgendagens Heltinder blev stiftet som forening den 11. november 2001 som en udløber at et projekt for iværksætterkvinder under Teknologisk Institut. I dag er netværket bestående af over 500 innovative kvinder, der repræsenterer mere end 100 forskellige professioner. Netværket har lokalgrupper i København, Århus, Odense, Roskilde, Næstved, Horsens, Aalborg, Sydjylland og Sydhavsøerne.
Blandt netværkets kernesager arbejdes på at få en barselsfond for selvstændige indført i Danmark, da foreningen ser det som direkte hæmmende for iværksætteriet i Danmark at der ikke er etableret en sådan.
Foreningen Morgendagens Heltinder gik konkurs i 2009. Konkursboet blev købt af Fakultet for Executive Management, som nu er indehavere af netværket. Netværket er dermed i dag ikke længere en forening men alene et netværk for kvindelige iværksættere.

## Årets Heltinde
Morgendagens Heltinder uddeler årligt en eller flere såkaldte heltindepriser til kvinder, som den mener skal hyldes, støttes og beundres.
- 2002: Sari Møller og Lykke Pedersen
- 2003: Louise Gade
- 2004: Anne Hviid Nicolaisen
- 2005: Abelone Glahn (intern) og Helle Thorning-Schmidt (ekstern)
- 2006: Michelle Hviid (intern) og Bodil Nyboe Andersen (ekstern)
- 2007: Lotte Hindsberg (intern) og Vibeke Windeløv (ekstern)
- 2008: Mette Alleslev (intern) og Caroline Søeborg Ahlefeldt (ekstern)
- 2009: Luna Hvid (iværksætterpris) og Stine Bosse (lederpris)
- 2010: Birgitte Escherich (iværksætterpris)[1] og Bettina Aller (lederpris)[2]

## Eksterne links og kilder
- Morgendagens Heltinders hjemmeside

1. ↑  International Club Copenhagen: Entrepreneur Fair in Forum Copenhagen 10-11/9 2010. Awards to "Tomorrow´s Woman Heroes"
2. ↑  "Bettina Aller kåret som Årets Heltinde 2010 – Politiken.dk". Arkiveret fra originalen 13. september 2010. Hentet 10. september 2010.